# Mirczowci
Mirczowci (bułg. Мирчовци) – wieś w Bułgarii, w obwodzie Wielkie Tyrnowo, w gminie Elena. W 2024 roku liczyła 1 mieszkańca.